# Chmielewo (województwo zachodniopomorskie)
Chmielewo (niem. Augustenweide) – osada w Polsce, w województwie zachodniopomorskim, w powiecie drawskim, w gminie Czaplinek, położona przy drodze krajowej nr 20 ze Stargardu do Gdyni.
Miejscowością nadrzędną dla osady Chmielewo jest wieś Siemczyno.
W latach 1975–1998 miejscowość należała administracyjnie do województwa koszalińskiego.